# Solanum lanceolatum
Solanum lanceolatum är en potatisväxtart som beskrevs av Antonio José Cavanilles. Solanum lanceolatum ingår i släktet skattor som ingår i familjen potatisväxter. Inga underarter finns listade i Catalogue of Life.